# Gothic 3
Gothic 3 – fabularna gra akcji, bezpośrednia kontynuacja pierwszej i drugiej części serii Gothic, stworzona przez Piranha Bytes i wydana przez JoWooD Entertainment w 2006 roku. Marketing serii na anglojęzycznych rynkach, a przede wszystkim w Stanach Zjednoczonych, był niewielki. Miała to jednak odmienić część trzecia, której kampania reklamowa ma znacznie szerszy zasięg.
21 listopada 2008 roku zostało wydane oficjalne rozszerzenie do gry pod tytułem Gothic 3: Zmierzch bogów.

## Fabuła gry
Fabuła gry jest bezpośrednią kontynuacją wydarzeń z Gothic II. Większość świata od pierwszej minuty jest dostępna dla gracza.
Po opuszczeniu wyspy Khorinis i pokonaniu smoka-ożywieńca, Bezimienny wraz z załogą statku dociera na kontynent, przybijając do brzegów Myrtany, w pobliżu wioski Ardea. Miejscowość jest zajęta przez orków, z którymi ludność toczy walkę. Bezimienny przyłącza się do rebelii w Ardei. Po pomyślnym ukończeniu tego questu bohater dowiaduje się, że kraina jest kontrolowana przez orków i ich ludzkich najemników. Opór stawiają jedynie buntownicy, przebywający w ukryciu i mający swoich zwolenników wśród niewolników orków. Nie mają pomocy ze strony króla Rhobara II i jego oddziałów. Władca przebywa w stolicy, Vengardzie, która jest otoczona magiczną barierą i mieszkańcy Myrtany nie wiedzą, czy monarcha żyje.
Los Bezimiennego jest niezapisany, to on podejmuje decyzję, po której stronie opowie się w trwającym konflikcie. W grze toczy się wojna pomiędzy bogami Innosem i Beliarem. Jeżeli Bezimienny wybierze drogę boga ognia i sprawiedliwości – Innosa – przyłącza się do buntowników. Opowiedzenie się po stronie Beliara, boga wojny i ciemności, oznacza przyłączenie do frakcji asasynów. Wybranie drogi Adanosa, boga wody i równowagi, wyrównuje szanse w wojnie pomiędzy Innosem a Beliarem i ustanawia pokój na przyszłe tysiąclecie, niszcząc tym samym moce walczących bogów. Aby zapewnić zwycięstwo jednej ze stron, Bezimienny powinien odnaleźć pięć artefaktów Adanosa: szatę, dwa pierścienie, amulet i koronę. To zadanie mogą zlecić bohaterowi ziemscy przedstawiciele bogów w Myrtanie: Rhobar II (Innos), Zuben (Beliar) i Xardas (czarny mag, zwolennik pokoju).
Gra kończy się, gdy gracz opowie się po jednej ze stron. W przypadku, gdy opowie się za Beliarem i zabije Rhobara II, Zubena, Xardasa oraz wszystkich orkowych przywódców, zostanie nowym królem Myrthany. Przywróci władzę Rhobarowi II i uwolni Myrtanę spod władzy orków, jeżeli opowie się po stronie Innosa. W trzecim przypadku, jeżeli zniszczy artefakty w nordmarskim piecu do wytopu rudy i zabije boskie pierwiastki Innosa i Beliara na Ziemi, tj. Rhobara II i Zubena, odejdzie z Xardasem do Niezbadanych Krain.

## Frakcje
W odróżnieniu od poprzednich części gry, w Gothic 3 nie ma obowiązku przyłączania się do żadnego ugrupowania. Bezimienny może wykonywać zadania dla wszystkich gildii jednocześnie. W grze występuje sześć głównych frakcji i cztery poboczne:
Gildie główne
Asasyni zamieszkują miasta pustyni Varant. Stolicą ich państwa jest Ishtar, gdzie znajduje się pałac ich władcy Zubena. Duchowymi przywódcami asasynów są czarni magowie, kapłani Beliara, przebywający w Bakaresh. Asasyni posiadają umiejętność walki dwoma ostrzami. Walczą na każdej arenie i zajmują się (głównie w Myrtanie) chwytaniem zbiegłych niewolników. Ich głównym zajęciem jest handel (w tym niewolnikami). Kolaborują z orkami i za wysoką opłatą pozwalają im prowadzić wykopaliska w świątyniach pradawnych, gdzie zgodnie z legendami zostały umieszczone boskie artefakty. Głównymi przeciwnikami asasynów są koczownicy.
Buntownicy są rojalistami. Nie godzą się z władzą orków w Myrtanie i walczą przeciwko nim w imieniu swojego przywódcy – króla Rhobara II. Ukrywają się w leśnych obozach, jaskiniach i opuszczonych kopalniach. Do większych obozów buntowników należą Reddock, Okara i Nemora. Planują odbicie miast spod władzy orków. W tym celu wysyłają do wrogich obozów szpiegów.
Gońcy leśni bronią natury i swoich przywódców – druidów. Nie angażują się w konflikt między ludźmi i orkami, walczą z ostatnimi wtedy, gdy im zagrażają. Na czele poszczególnych grup gońców leśnych Myrtany stoją druidzi: Torn, Runak i Porgan. Druid Bogir przebywa w Klanie Wilka w Nordmarze, natomiast koczownik i zarazem druid Shaykor Lew Pustyni w towarzystwie oswojonego lwa znajduje się na pustyni Varant w pobliżu nadmorskiego miasta Lago.
Koczownicy są sprzymierzeńcami buntowników z Myrtany. Przewodzą im magowie wody. Pochodzą z Varantu, dzielą się na plemiona. Przebywają w grotach, na bezdrożach pustyni lub oazach. Nie uznają władzy asasynów, których uważają za najeźdźców. Napadają na ich karawany kupieckie i planują odbicie Varantu.
Najemnicy służą i podlegają orkom. Nie mają głównego przywódcy. W ich szeregach znajdują się zdrajcy, bandyci, wojownicy, recydywiści lub byli obrońcy miast Rhobara II, pragnący ocalić swoje życie. Wykonują dla orków podrzędne zadania, odpowiadają za porządek w miastach.
Nordmarczycy zamieszkują północną krainę wiecznego lodu – Nordmar. Jako pierwsi byli narażeni na ekspansję orków z północy. Nie zostali całkowicie podporządkowani, niemniej świadomi są faktu, że orkowie rządzą w ich krainie. Nordmarczycy są podzieleni na trzy klany. Klan Wilka zrzesza najlepszych myśliwych, wśród których najbieglejsi posiadają moc przemiany w zwierzę. Do Klanu Młota przynależą najlepsi kowale, posiadający sekret wytwarzania broni z magicznej rudy. W Klanie Ognia przebywają najsilniejsi zabójcy orków. Przywódcą Nordmarczyków jest Kerth z Klanu Ognia.
Gildie poboczne
Magowie ognia należeli do najpotężniejszych ugrupowań ludzkich, ponieważ znali tajniki magii Innosa. Byli podporą duchową dla paladynów w walce z orkami. Po tym, jak Xardas unicestwił magię runiczną, stracili swoją potęgę. Przywódcą magów jest Karrypto, przybywający w Vengardzie. Przedstawiciele magów ognia są obecni także w obozach buntowników, większa grupa przebywa także w klasztorze w Nordmarze. Magowie ognia poszukują wiedzy o boskich mocach i dążą do przywrócenia paladynom ich magii. Zgłębiają wiedzę pradawnych, która pozwoliłaby im na rzucanie zaklęć bez użycia run.
Magowie wody są kapłanami Adanosa. Przewodzi im Saturas. Według legend magowie wody są dziedzicami Varantu. Wspierają duchowo koczowników i nie akceptują władzy orków i asasynów. Magowie Wody są badaczami pradawnych świątyń Varantu. W całej grze występują następujący magowie wody: Cronos, Merdarion, Myxir, Nefarius, Saturas, Riordian, Vatras.
Niewolnicy to mieszkańcy podbitych przez orków miast. Wykonują dla nich najcięższe prace: sprzątają, rąbią drewno, wydobywają minerały itd. Zatrudnieni są także przy orkowych pracach wykopaliskowych. Są przestraszeni i marzą o wolności. Pokładają nadzieję w uwolnienie przez buntowników.
Orkowie są wrogami ludzi. Ich przywódcą jest herszt Kan, przebywający na zamku Faring. Orkowie pochodzą z północnego Nordmaru, skąd rozpoczęli swą ekspansję na południe. Pokonali Myrtanę po wielu latach zaciekłych walk dzięki Xardasowi, który unicestwił magię runiczną paladynów. Orkowie są dobrymi wojownikami, stawiającymi na pierwszym miejscu honor i waleczność, oraz myśliwymi. Można ich spotkać zarówno w Nordmarze, gdzie strzegą strategicznych punktów komunikacyjnych oraz wielkiej kopalni, należącej niegdyś do Klanu Młota, jak i na pustyni Varant, gdzie prowadzą wykopaliska w świątyniach pradawnych.
Wysoki poziom reputacji – 75% – pozwala na rozmowę z dowódcą garnizonu (w przypadku miast/wiosek opanowanych przez orków lub asasynów) oraz handel potężniejszymi przedmiotami (25% lub 50%) (np. zbroja paladyna, nordmarczyka itp; w przypadku reputacji ogólnej). Gracz może się podjąć wykonania ogromnej ilości misji – zadań pobocznych i głównych (jest ich wszystkich około 1000).

## Umiejętności bohatera
Umiejętności bohatera zostały rozbudowane w stosunku do poprzednich części gry. Bohater ma możliwość między innymi nauczenia się odporności na ataki magiczne oraz opanowania takich umiejętności, jak ogłuszanie przeciwnika. Tak jak w poprzednich częściach gry Bezimienny uczy się posługiwania broniami białymi i czarami. Nauka odbywa się na podobnych zasadach co w poprzednich częściach gier z serii Gothic. Dużą różnicą w stosunku do poprzednich części gry jest to, że gracz nie ma możliwość nauki zaklęć runicznych, co związane jest z fabułą gry. Magia jest teoretycznie dostępna od samego początku. Wcześniej gracz musiał wykonań szereg zadań, by jego postać stała się adeptem tejże umiejętności.

## Rozwój bohatera
Bezimienny zdobywa punkty doświadczenia po pokonaniu przeciwnika lub podczas wykonania zadania. Określona liczna punktów pozwala mu na zdobycie kolejnego poziomu. Awans na wyższy poziom daje bohaterowi dziesięć punktów nauki, które może wykorzystać na rozwój i zdobycie nowych umiejętności lub zwiększenie jednego atrybutu, jak: alchemia, energia życiowa, kowalstwo, kradzież, siła, pradawna wiedza, wytrzymałość i zdolności myśliwskie. Bezimienny kształci umiejętności dzięki:
chramom, tj. posążkom Innosa i Beliara, przy których Bezimienny składa odpowiednią sumę w złocie i określoną ilość punktów nauki
kamiennym tablicom, umożliwiającym podniesienie o pięć punktów pradawnej wiedzy, które w charakterze artefaktów znajdują się w miejscach orkowych wykopalisk, przeważnie jednak w ruinach Varantu. Sprzedają je także asasyni. Niekiedy umieszczone są na stałe jako wysokie prostokątne kamienie w miejscach pobytu koczowników i magów wody
księgom, umieszczonym na pulpitach, podnoszącym wiedzę z alchemii i pradawnej wiedzy o pięć punktów
magicznym napojom, które trwale podnoszą niektóre atrybuty i które bohater warzy samodzielnie przy posiadaniu odpowiednich składników, przypisów i umiejętności, bądź znajduje w trakcie swoich podróży
młyńskim kamieniom w miastach orków, po których podniesieniu siła zwiększa się o pięć punktów. Aby podnieść kamień, Bezimienny powinien posiadać siłę co najmniej 250 punktów. Nie może kilkakrotnie zwiększyć umiejętności dzięki temu samemu kamieniowi
nauczycielom, którzy pobierają w zamian punkty nauki i określoną sumę w złocie
roślinom, trwale podnoszącym niektóre współczynniki postaci, których jednak działanie jest słabsze od napojów magicznych
sfatygowanym kamiennym tablicom, podnoszącym pradawną wiedzę o dziesięć punktów, które Bezimienny otrzymuje za wykonanie niektórych zadań lub znajduje w opuszczonych świątyniach i ruinach pradawnych

## Broń i ekwipunek bohatera
W Gothic 3 ulepszono i posegregowano ekwipunek Bezimiennego bohatera. Obecnie gracz nie musi długo szukać potrzebnych przedmiotów – wystarczy kliknąć odpowiednią kategorię (bronie, pancerze, obiekty magiczne, jedzenie, inne) i zabrać dany przedmiot.
W grze występuje kilkadziesiąt różnych broni do walki wręcz i na dystans. Gracz ma do dyspozycji miecze, topory i bronie obuchowe. Tak jak w poprzednich częściach gry, Bezimienny ma możliwość używania broni orków. W Gothic 3 pojawiły się włócznie i halabardy. Zdobywanie broni odbywa się na takich samych zasadach co w poprzednich częściach gry, czy poprzez odnajdywanie skarbów (skrzynie, kufry), zabijanie istot (ludzie i orkowe), oraz handel. Ponadto w Gothic 3 rozwinięto koncepcję kowalstwa. Gracz ma możliwość używania w końcowych etapach gry potężnych mieczy jak np. „Miecz przodków” W grze nie ma jednak broni czysto magicznych jak znany z Noc Kruka „Szpon Beliara”, aczkolwiek istnieje możliwość użycia „miecza ognistego” dzięki odpowiedniemu zaklęciu.

## Postacie
Główną postacią gry jest Bezimienny bohater, sterowany przez gracza. Podczas swej wędrówki Bezimienny spotyka starych przyjaciół i znajomych z poprzednich części serii Gothic. Z niektórymi z nich bohater zetknął się jeszcze w Górniczej Dolinie, a następnie w Khorinis. W trzeciej części serii Gothic przebywają oni praktycznie na całym kontynencie: od Nordmaru do Varantu.
Angar był przyjacielem Bezimiennego jeszcze w Górniczej Dolinie. Po przybyciu do Myrtany zawędrował do Mora Sul, gdzie zdobył tytuł mistrza lokalnej areny. W zakończeniu gry szuka samotności w ruinach pradawnych.
Bezimienny jest głównym bohaterem gry. Jego los jest jeszcze niewytyczony. Jest nazywany Podejmującym Decyzję. Od jego wyboru zależy zakończenie gry.
Diego zna się z Bezimiennym z czasów uwięzienia w Górniczej Dolinie. Po opuszczeniu Ardei, którą wyzwalał wraz z Bezimiennym, udaje się do Bragi. Zawsze szuka okazji do wzbogacenia się. W końcu, w zależności od wyboru ścieżki przez Bezimiennego, zostaje najbogatszym człowiekiem Myrtany, rezydującym w Mora Sul, lub skarbnikiem Bezimiennego, gdy ten wybiera ścieżkę Beliara.
Gorn to jeden z przyjaciół Bezimiennego z czasów pobytu w Górniczej Dolinie. Krótko po przybyciu do Myrtany i odbiciu Ardei prowadzi Bezimiennego do Reddock, następnie, w trakcie dalszych swych wędrówek, zostaje schwytany i uwięziony przez orków w strażnicy w pobliżu Gothy. Po uwolnieniu pomaga głównemu bohaterowi uwolnić byłą twierdzę paladynów od demona i ożywieńców. Pozostaje w mieście, aby je odbudować i zebrać siły na wojnę z orkami.
Kan jest najwyższym dowódcą orków. Przebywa w Faring, a wstęp do niego jest możliwy po zdobyciu wysokiego stopnia reputacji (75%).
Lares zna Bezimiennego z okresu uwięzienia w Górniczej Dolinie. Jest zręcznym złodziejem. Przebywa w Geldern i szuka okazji, aby wejść w posiadanie sześciu złotych talerzy, znajdujących się w strzeżonej przez orków świątyni.
Lee poznał Bezimiennego w Górniczej Dolinie. Marzy o zabiciu króla Rhobara II. W tym celu szuka kamienia teleportacyjnego, który umożliwi mu przedostanie się przez magiczną barierę, otaczającą Vengard. Poszukiwania doprowadzają go do Klanu Ognia w Nordmarze. Na końcu gry zemsta Lee dopełnia się. Na końcu pozostaje w stolicy, aby ją odbudować.
Lester, znajomy głównego bohatera z Górniczej Doliny, jest uzależniony od bagiennego ziela, dzięki któremu posiada zdolności magiczne. Po przybyciu do Myrtany ma pilnować statku „Esmeraldy”, jednak nie wykonuje swego zadania, gdyż statek zostaje porwany przez piratów. Udaje się więc na pustynię Varant, gdzie chwytają go orkowie. Zostaje przydzielony na wykopaliska w Al Shedim. Na końcu gry udaje się do Bragi i zakłada plantację bagiennego ziela.
Milten przyjaciel Bezimiennego z czasów uwięzienie w Górniczej Dolinie. Jest magiem ognia. Po przybyciu do Myrtany udaje się do klasztoru Innosa w Nordmarze, gdzie zamierza studiować starożytne księgi i zgłębiać pradawną magię.
Rhobar II jest królem Myrtany, wybrańcem Innosa i władcą ludzi. Rządzi przy pomocy potężnego artefaktu – Berła Varantu. Zamknął się w stolicy, którą przy pomocy magów ognia otoczył magiczną barierą. W jednym z końców gry ginie w walce z Bezimiennym i Lee.
Saturas jest przywódcą magów wody i wspiera koczowników w ich walce z asasynami. W zależności od wyboru Bezimiennego ginie z ręki bohatera na rozkaz zarządcy Mora Sul Gonzalesa lub pozostaje przy życiu i dalej służy Adanosowi w wolnym Varancie.
Thorus zna Bezimiennego z Górniczej Doliny. Jest wojownikiem i zawsze szuka okazji do łatwego zarobku. Przebywa w Trelis. W grze jest jedynym człowiekiem, który rozkazuje orkom. Dowódcą ustanowił go herszt Vak, gdyż Thorus zyskał jego zaufanie.
Vatras jest znajomym Bezimiennego z Khorinis. Jest magiem wody, więzionym przez asasynów w Lago, oraz duchowym przywódcą koczowników Hurita.
Xardas jest nekromantą. Przebywa we wzniesionej przez się na pustkowiach Nordmaru wieży. Jest mentorem Bezimiennego z czasów uwięzienia za magiczną barierą w Górniczej Dolinie. Posiada tajemniczy plan, który, o ile Bezimienny wybierze opcję zniszczenia artefaktów Adanosa, doprowadzi do zakończenia wojny orków z ludźmi i Beliara z Innosem. Na koniec, gdy bohater wybierze ścieżkę Adanosa, udaje się z nim do Niezbadanych Krain. Natomiast, gdy Bezimienny wybierze ścieżkę Beliara, ginie z rąk bohatera, ponieważ ośmielił się skraść bogowi część jego mocy.
Zuben jest władcą asasynów i wybrańcem Beliara. Rządzi przy pomocy potężnego artefaktu – Kostura Wiecznego Wędrowca. Przebywa w stolicy Varantu – Ishtar. Niezależnie od wyboru Bezimiennego ginie na końcu gry.

## Świat gry
Akcja gry toczy się na kontynencie Myrtana, podzielonym na krainy i prowincje. Ziemie centralne i północne są okupowane przez orków, południowymi władają asasyni. Niezdobyta pozostaje otoczona magiczną barierą królewska stolica – Vengard.

### Królestwo Myrtany
Przed wojną ludzi z orkami Królestwem Myrtany (zwanym też Krainami Centralnymi) rządził król Rhobar II. Władzę sprawował przy pomocy paladynów, wysłanych do poszczególnych miast. Potęgę Myrtany zapewniał oręż, kuty z magicznej rudy. Surowiec ten był wydobywany głównie w Górniczej Dolinie, gdzie toczyła się akcja poprzednich części gry. Kopalnie Górniczej Doliny zostały jednak utracone przez Myrtanę początkowo na skutek buntu więźniów, którzy w nich pracowali w ramach kary, a następnie podbojów orków. Po tym, jak Xardas unicestwił magię runiczną paladynów, Myrtana nie mogła stawić czoła nacierającym wrogom. Król wraz z nielicznymi oddziałami paladynów i magiem ognia Karrypto zamknął się w zamku w Vengardzie, otoczywszy stolicą magiczną barierą.
Na środkowych obszarach kontynentu Myrtany leży dziewięć miast i wsi oraz trzy obozy buntowników. Obok niektórych miast są zlokalizowany farmy i kilkuosobowe obozy buntownicze. W bardziej oddalonych miejscach, przeważnie w lasach, ukrywają się gońcy leśni i tropiące ich orkowe patrole. Pojedyncze postacie przebywają w jaskiniach, ruinach wież lub przy ogniskach na pustkowiach. W każdym mieście Myrtany władzę sprawuje herszt orków. Orkowie strzegą większość północnych przejść do Nordmaru, na przełęczy do Varantu mieści się obóz bandytów, dowodzonych przez paladyna-renegata Kurta.
Miasta Myrtany
Ardea jest zlokalizowana nad morzem na przylądku. Mieszkańcami dowodzi rządca Hamlar. Jako pierwsza zostaje wyzwolona spod władzy okupanta. W pobliżu Ardei, znajduje się latarnia morska Jacka i kilka obozów bandyckich. Niegdyś wokół Ardei istniały farmy, popadające obecnie w ruinę. Przy jednej z takich farm stacjonuje jeden z dwóch patroli orków, wysłanych na poszukiwanie buntowniczego obozu Reddock.
Cape Dun znajduje się w pobliżu Ardei. Władzę sprawuje herszt Uruk. Na drodze z Cape Dun do Ardei, w lesie, mieści się obóz buntowników Reddock i niewielka farma, zajęta przez orków. Jest to jeden z dwóch patroli, wysłany na poszukiwanie obozu. Na szlaku z Cupe Dun do Montery rozmieszczone są mniejszy obóz buntowników. Dalej przy rzece, bliżej Montery, znajduje się farma orkowego najemnika Domenika. Jednej drogi do Montery na wysokości farmy Domenika strzegą bandyci. Na drugim szlaku natomiast znajduje się zniszczona wioska gońców leśnych druida Porgana i patrol orków, wysłany przeciwko druidowi.
Faring jest stolicą orków w Myrtanie. Na strzeżonym przez strażników zamku rezyduje przywódca orków – herszt Kan. Przez Faring wiedzie jedna z trzech dróg do Nordmaru. Przełęcz jest strzeżona przez orków. Miasto zamieszkują również myśliwi, którzy jako jedyni ludzie otrzymują od Orków zgodę na zapuszczanie się do ogarniętego wojną Nordmaru.
Geldern to miasto górników. Orkami w Geldern dowodzi szaman Grok. W okolicy miasta znajdują się czynne i opuszczone kopalnie. Prowadzone są także poszukiwania artefaktów. Kilka patroli orków poszukują gońców leśnych i druida Runaka.
Gotha była dawną twierdzą paladynów. Została przeklęta przez orkowych szamanów, którzy nierozważnie przyzwali na pomoc w walce z paladynami demona. Obrońcy Gothy przemienili się w ożywieńców. Przed wejściem do Gothy znajduje się strażnica orków, którzy nie dopuszczają do wydostania się ożywieńców z obrębu twierdzy.
Montera jest miastem o charakterze handlowym i rolniczym, rządzonym przez herszta Vareka. W pobliżu Montery zlokalizowany są dwie farmy, nieco w oddaleniu – kilka wart buntowników, którzy wypatrują dogodnego momentu na zdobycie miasta. Nieco dalej od Montery leży buntowniczy obóz Okara.
Silden to niewielka osada gospodarcza, położona w dolinie, obfitującej w rzeki i wodospady. Skupia myśliwych, rybaków, drwali. W Silden znajduje się także więzienie niewolników pod nadzorem orka Zapoteka. Osadą dowodzi herszt Umbrak. W okolicy jest kilka domków myśliwskich i niewielki obóz buntowników pod dowództwem Anoga. Na północ prowadzi szlak do Nordmaru.
Trelis jest zamkiem, położonym blisko granicy Varantu. Dowodzi tu herszt Vak. W lesie przy drodze z Trelis do Geldern stacjonują gońcy leśni druida Torna, którzy dopuszczają się napadów na farmy. Niedaleko jest zlokalizowana Nemora, obóz buntowniczy. Na wzgórzu przy drodze z Trelis do Monery znajduje się świątynia pradawnych, gdzie orkowie prowadzą wykopaliska. Niedaleko świątyni, w jaskini, mieści się niewielki obóz buntowników pod dowództwem Charlesa.
Vengard to stolica byłego królestwa Rhobara II. Jest otoczona magiczną barierą. Na zamku w Vengardzie przebywa król w towarzystwie paladynów, buntowników i magów ognia. Właściwy teren miasta jest zajęty przez orków, rządzonych przez pięciu dowódców. Pozostali oni w obrębie magicznej bariery w momencie jej tworzenia i odcięli komunikację pomiędzy zamkiem a świątynią Innosa, gdzie przebywa nieliczny oddział królewski. Przed Vengardem, za magiczną barierą, rozłożony jest obóz orków, prowadzący osadę stolicy.
Obozy buntowników
Nemora znajduje się w kilkupoziomowej jaskini na wyżynie pomiędzy Trelis a przełęczą, prowadzącą do Varantu. Buntownikami dowodzi Rusell. Rojaliści zajmują się głównie przechwycaniem towarów z Varantu, okradaniem farm w pobliżu Trelis, planują także odbicie miasta.
Okara jest ulokowana w starej opuszczonej kopalni w lesie pomiędzy Monterą, Gothą i Silden. Dowodzi w niej paladyn Roland. Buntownicy czekają na okazję, aby zaatakować Monterę i uwolnić przeklętą przez orkowych szamanów Gothę.
Reddock to obóz, dowodzony przez paladyna Javiera. Zlokalizowany jest w lesie pomiędzy nadmorskimi miejscowościami Ardeą a Cape Dun. Buntownicy zajmują się głównie wycinką drzew. Planują także oswobodzenie Cape Dun spod władzy orków. W tym celu nawiązali współpracę z tamtejszym ruchem oporu. Położenie obozu starają się odkryć dwa orkowe patrole z Cape Dun.

### Nordmar
Na północ od Krain Centralnych znajduje się Nordmar, kraina wiecznego lodu. Zamieszkują ją Nordmarczycy, zorganizowani w trzy klany: Klan Wilka, Klan Młota i Klan Ognia. Na bezdrożach Nordmaru spotyka się pojedynczych przedstawicieli trzech klanów, żyjących lub polujących w odosobnieniu. W pobliżu Klanu Ognia zlokalizowany jest klasztor Innosa. Na północnym wschodzie Nordmaru znajduje się wieża nekromanty Xardasa. Najważniejszych traktów i punktów strategicznych, m.in. przełęczy, prowadzących do Krain Centralnych, strzegą orkowie. Ponadto w Nordmarze znajduje się sześć grobowców przodków – dawnych bohaterów nordmarskich: Akashy, Angira, Bereka, Beldara, Ejnara, Snorra.
Klany Nordmaru
Klan Ognia jest najdalej położoną na północ wioską Nordmarczyków. Dowodzi w niej wódz Kerth. W Klanie Ognia mieszkają najlepsi w Myrtanie zabójcy orków, są w posiadaniu mocy przodków, dzięki którym możliwe jest uwolnienie Nordmaru spod władzy orków.
Klan Młota zamieszkują kowale i wytapiacze rudy, którym przewodzi Tjalf. W skale pod wioską znajduje się wielki piec do wytapiania rudy, opanowany przez orków.
Klan Wilka skupia głównie myśliwych na czele z Grimem. Sąsiaduje od południa z Krainami Centralnymi, od północy – z Klanem Młota. Myśliwi z Klanu Wilka handlują skórami z pobliskim miastem Faring.

### Varant
Na południe od Krain Centralnych zlokalizowana jest pustynia Varant. Władzę w Varancie sprawuje Zuben, przebywający w stolicy asasynów – Ishtar. Na obszarze Varantu, prócz miast asasynów, znajdują się oazy, kopalnie (nazywane tunelami), grobowce, świątynie pradawnych, starożytne ruiny i jaskinie. Na terenie Varantu zlokalizowane są także Zielona Dolina i ruiny pradawnego miasta Al Shedim, przy południowo-wschodnim wybrzeżu znajduje się kilka małych wysp.
Miasta Varantu
Bakaresh jest centrum kultu Beliara. Jest najdalej wysuniętym na wschód miastem Varantu. Przewodzi nim czarny mag Tizkar. Pobliska oaza została zajęta przez pustynnych najeźdźców pod wodzą Nordmarczyka Knuta, który sprzymierzył się z koczownikami.
Ben Erai to mała miejscowość pomiędzy nadmorskim Lago a graniczącą z Krainami Centralnymi Bragą. W okolicach osady znajdują się kopalnie złota. Miastem dowodzi Sancho. Asasyni Ben Erai obawiają się ataków koczowników Hurita, Yespasa i Shakyora.
Ben Sala położona jest nieco na północny zachód od Bakaresh. Jest centrum metalurgii i wydobycia magicznej rudy i żelaza na pustyni. Nieopodal zlokalizowana jest świątynia pradawnych, nieopatrznie otworzona przez kupca Basila. W wyniku jej penetracji przez niewolników asasynów i orków na zewnątrz wydostały się mumie i zombie. Z tego powodu przemysł w Ben Sali podupadł. Miastem dowodzi Julio. Ochronę przed ożywieńcami zapewnia oddział orków.
Braga jest położona na szlaku z Krain Centralnych do Varantu, przy wyjściu z przełęczy, dowodzi nią czarny mag Nafalem. W Bradze przebywa także przyjaciel Bezimiennego – Diego, który namawia go na podróż do stolicy asasynów. W pobliżu Bragi zlokalizowane są ruiny miasta pradawnych. W pobliżu szlaków handlowych i jaskiniach kryją się bandyci, którzy napadają karawany kupieckie. Miasto jest nękane przez najazdy koczowników ze szczepów Asaru, Malira i Taklara.
Ishtar jest stolicą Varantu, przebywa tu Zuben, władca asasynów. Jest najdalej wysunięte na południowy zachód miastem pustyni. Dostanie się do Ishtar jest możliwe po osiągnięciu wysokiego poziomu reputacji u asasynów (75%). Asasyni stolicy oferują wysoki poziom szkolenia umiejętności bohatera.
Lago to nadmorska osada, zlokalizowana w północnej części Varantu. Dowodzi nią Fabio. Jedyny niewolnik w miejscowości, Rasul, uprawia bagienne ziele i obawia się, że jego rośliny zostaną pożarte przez krwiopijcy. Reszta mieszkańców-asasynów jest uzależniona od bagiennego ziela. W Lago znajduje się więzienie, gdzie przebywa mag wody Vatras. Ponadto Lago ma kopalnię, gdzie niegdyś wydobywano dla Zubena złoto, aż niewolnicy z niej zostali wyzwoleni przez koczowników. W okolicach miasta pozostał po ostatnim ataku koczowników Shakyor, który czeka sposobności na oswobodzenie osady.
Mora Sul to największe miasto handlowe na pustyni, siedziba najbogatszego kupca Gonzalesa. Położone jest na południe od Bragi i na wschód od Ishtar. W mieście znajduje się najsłynniejsza na całym kontynencie arena walk. W mieście Bezimienny spotyka swego przyjaciela Angara, który aktualnie jest najlepszym gladiatorem w mieście. W pobliżu Mora Sul zlokalizowana jest świątynia pradawnych, do której orkowie poszukują kluczy, a gdzie według przekazów został ukryty jeden z artefaktów Adanosa, ruiny wielkiego miasta pradawnych, oaza Murata, który handluje niewolnicami, i kryjówka koczownika Kayora, który czeka na okazję do wypędzenie z miasta asasynów.
Plemiona koczowników
Plemię Asaru ukrywa się w jaskini w górach na południowy zachód od Bragi. Po ostatnim ataku na miasto koczownicy uprowadzili niewolnicę Ailę, którą ich wódz Asaru zamierza wykorzystać w swoich planach oswobodzenia Bragi. Duchowym przywódcą szczepu jest mag wody Riordian.
Plemię Hurita przebywa w ruinach na południe od Ben Erai. Ich duchowy przywódca, Vatras, jest więziony w Lago. Hurit natomiast planuje odbicie pobliskiej oazy, zajętej przez asasynów pod wodzą Suguta.
Plemię Kayora znalazło kryjówkę w pobliżu Mora Sul, na północny zachód od oazy Murata. Duchowym przywódcą szczepu jest mag wody Merdarion. Kayor oferuje Bezimiennemu pomoc w uwolnieniu Mora Sul spod władzy asasynów.
Al Shedim
Al Shedim jest zrujnowanym miastem pradawnych. Podzielone jest na kilka części: Kwatery Kapłanów, Kwatery Strażników Umarłych, Kwatery Uzdrowicieli, Prastara Biblioteka, Szkoła Wojowników. W Kwaterach Kapłanów tajemnice pradawnych zgłębiają magowie wody Saturas i Myxir. Ochraniają ich koczownicy Wutrasa. W centrum miasta znajduje się świątynia pradawnych i obóz orków, prowadzących wykopaliska. Według legend na terenie świątyni został ukryty jeden z artefaktów Adanosa. W obozie pracuje także dawny przyjaciel Bezimiennego – Lester.
Zielona Dolina
Zielona Dolina jest zlokalizowana na północ od Ishtar. Niegdyś była kwitnącą doliną, zamieszkałą przez ludzi. Obecnie jest wysuszona i dawno zapomniana. W jej pobliżu znajduje się obóz koczowników, towarzyszących magowi wody Nefariusowi, który bada pradawną legendę Haran Ho, pradawnego bohatera, którego grób znajduje się w jaskini na północnych obrzeżach doliny.

### Niezbadane Krainy
Na północny zachód od Myrtany są położone Niezbadane Krainy. Na ich temat nie ma żadnych informacji. Od Myrtany oddziela je łańcuch górski. Prowadzi do nich portal w pobliżu Silden. Bezimienny udaje się wraz z Xardasem do Niezbadanych Krain w przypadku, gdy zniszczy artefakty Adanosa i zabije Rhobara II i Zubena.

## Religia
Na kontynencie czczone są trzy bóstwa: Innos, Beliar i Adanos. Między Innosem a Beliarem toczy się wojna o władzę nad Myrtaną, czego przejawem w świecie gry jest konflikt między ludźmi a orkami. Wygraną mogą zapewnić artefakty Adanosa, złożone w ofierze jednemu z walczących bogów. Zniszczenie artefaktów daje możliwość przywrócenie równowagi i ustanowienie pokoju na tysiąc lat.
Adanos jest bogiem wody i równowagi. Wśród jego wyznawców są magowie wody, druidzi, gońcy leśni i koczownicy. Nie posiada własnych świątyń.
Beliar jest bogiem ciemności, chaosu i wojny, obdarzany czcią przez orków, asasynów i czarnych magów. Jego główna świątynia mieści się w pustynnym mieście Bakaresh. W miastach Krain Centralnych, kontrolowanych przez orków, oraz na bezdrożach Myrtany znajdują się mniejsze chramy Beliara.
Innos jest bogiem ognia i sprawiedliwości. Najwierniejszymi jego sługami są król Rhobar II i paladyni. Kult Innosa uprawiany jest także w klasztorze i Klanie Ognia w Nordmarze. Główna świątynia boga zlokalizowana jest w klasztorze, mniejsze chramy natomiast znajdują się w stolicy państwa, obozach buntowników i wioskach Nordmaru.

## Warstwa techniczna

### Silnik
Gra została wyposażona w autorski silnik Genome engine połączonego z silnikami wspierającymi: SpeedTree, EmotionFX 2 oraz PhysX. Pozwalają one na generowanie wyglądu postaci, jak i otoczenia świata gry Gothic 3. Gra najlepiej pracuje na kartach NVIDIA GeForce z serii 7. Mimo to twórcy gry bardzo słabo zoptymalizowali silnik graficzny, którego efektem są liczne przycięcia i spadki wydajności. W związku ze wszystkimi niedociągnięciami, do gry zostały wydane liczne łatki, które poprawiły około 500 błędów.

### Wymagania sprzętowe
Minimalna konfiguracja sprzętowa dla gry Gothic 3:
- Procesor Intel Pentium 4 2 GHz
- 1024 MB RAM
- Karta graficzna GeForce 6100 / ATI Radeon 9600 128 MB
- 4,6 GB miejsca na dysku twardym

Zalecana konfiguracja sprzętowa:
- Procesor Intel Pentium 4 3 GHz
- 2048 MB RAM
- Karta graficzna GeForce 7900 GTX / ATI Radeon X1900 256 MB
- 5 GB miejsca na dysku twardym

## Wersja polska
Wersja polska: Start International Polska na zlecenie CD Projekt

Reżyseria: Joanna Wizmur

Kierownictwo projektu: Michał Cegiełka, Paweł Ziajka

Redakcja: Aleksandra Cwalina, Paweł Wrzesień

Kierownik produkcji: Michał Bakuliński
Głosu użyczyli:
- Jacek Mikołajczak – Bezimienny
- Adam Bauman – Diego, Lester, Milten, Lares, Beliar
- Tomasz Marzecki – Xardas, Saturas, Vatras
- Robert Gawliński – Kerth
- Mirosław Zbrojewicz – Gorn, Kan, Innos
- Sławomir Pacek – Rhobar II, Zuben
- Jacek Kopczyński – Lee, Angar
- Przemysław Nikiel – Thorus
- Jarosław Boberek – Gelford, Dan, Ugo, Markus, Temmy, Charles, Russel, Tippler, Mitch, Hector, Asaru, Vatras, Merdarion, Knut
- Krzysztof Banaszyk – Cooper; Falk, Roland; Sinikar; Torn; Anog; Hurit; Ayitos; Curtis
- Mariusz Leszczyński
- Zbigniew Konopka
- Krzysztof Zakrzewski
- Katarzyna Skolimowska
- Joanna Pach
- Jacek Lenartowicz
- Jarosław Domin
- Marek Obertyn
- Piotr Bąk
- Leszek Zduń
- Robert Tondera
- Andrzej Chudy
- Cezary Nowak
- Grzegorz Pawlak
- Łukasz Nowicki
- Paweł Iwanicki – Karmok; Murak; Yussuf; Osko; Harek; Bozep; Kent; Hatlod
- Robert Kowalski
- Ryszard Faron
- Adam Krylik
- Wojciech Machnicki

## Tworzenie gry
W lutym 2003 roku, Mike Hoge jeden z programistów Piranha Bytes oficjalnie potwierdził, że firma równocześnie pracuje nad dodatkiem do drugiej części, jak i nad Gothic 3. W lipcu kolejnego roku pokazano pierwsze szkice koncepcyjne i opisano rozgrywkę. W niemieckim magazynie PC Action wydanym w czerwcu 2005, został opublikowany wywiad z Björnem Pankratzem – członkiem Piranha Bytes. Ponadto artykuł zawierał pierwsze zrzuty ekranu z Gothic 3. We wrześniu gra trafiła dwukrotnie do tłoczni. Za pierwszym razem okazało się, że produkt zawiera błędy techniczne wymagające szybkiej interwencji. 10 listopada 2006 udostępniono wersję demonstracyjną zawierającą początkowy obszar gry.

### Ścieżka dźwiękowa
Głównym kompozytorem warstwy audio był Kai Rosenkranz. Gothic 3 Original Soundtrack powstał przy współpracy Bochum Symphony Orchestra, wokalistki solowej Lisbeth Scott oraz zespołu japońskich bębniarzy Gocco.

## Odbiór gry
Gra spotkała się z mieszanymi ocenami recenzentów, uzyskując 63/100 punktów wg agregatora Metacritic oraz 63,94% wg GameRankings. Redaktor serwisu GameSpot, Andrew Park, chwalił otwartość świata gry oraz ulepszony system walki, natomiast skrytykował liczne błędy i problemy z płynnością rozgrywki. Jakub Mirowski z serwisu Gry-Online uznał Gothic 3 za trzecią najdłużej poprawianą grę w historii.